# Kapka Toušková
Kapka Toušková (10. února 1940 Sofie, Bulharsko – 2. září 2021 Olomouc[zdroj?]) byla bulharská akademická sochařka s českými kořeny. Narodila se 10. února 1940 v Sofii, kde později studovala na střední výtvarné škole a na Akademii výtvarných umění se zaměřením na sochařství a keramiku. V letech 1963 až 1966 studovala na vysoké Škole uměleckoprůmyslové v Praze v ateliéru prof. Libenského a doc. Plátka. Ve své tvorbě se věnovala přes drobné skleněné plastiky a šperky po velké až monumentální realizace v architektuře a v sakrálním prostředí, nebo restaurátorství vitráží. Za svůj život vytvořila řadu významných děl nejen na české půdě, ale také v zahraničí. 

## Život

### Příjezd rodiny Touškovy do Bulharska
V roce 1876 proběhlo bulharské národní povstání a Bulharsko se vymanilo zpod nadvlády osmanské říše. Bulharsko v této době sice dosáhlo svobody, ale hospodářsky bylo nejzaostalejší a nejchudší zemí v Evropě. V této době prakticky neexistovala bulharská inteligence a znovu zrozený bulharský stát potřeboval vystudované osobnosti. A právě na pomoc při budování moderního státu přicházeli pracovníci z Čech, cílechtiví odborníci i nadšení slovanští entuziasté, kteří zanechali významnou stopu ve všech oborech v Bulharsku. O tomto období se často mluví jako o „české kulturní okupaci“.
Této příležitosti také využil český lékárník z Netolic v okrese Prachatice, Bogumir Arnošt Toušek. Přestěhoval se do bulharské Silistrie a měl zde 3 syny – Evžena, Bogumira a Zdislava.  Syn Konstantin Toušek měl dceru Kapku a syna Dimka.

### Mládí
Kapka Toušková se narodila 10. února 1940 v Sofii. Do svých sedmi let netušila, že má české kořeny. Po zjištění svého původu začala ve svém volném čase pilně studovat český jazyk. Od malička vynikala ve výtvarných činnostech a roku 1954 započala svá výtvarná studia na nově otevřené střední výtvarné škole v Sofii. V roce 1959, po ukončení středoškolského vzdělání, ji však z politických důvodů bylo zakázáno dále pokračovat na Akademii výtvarných umění. Stala se tedy učitelkou výtvarné výchovy daleko od Sofie v bulharských horách. Po roční pedagogické praxi již získala doporučení ke studiu, vrátila se do Sofie a v roce 1960 zahájila studia na Akademii výtvarných umění v oboru sochařství a keramika. Roku 1963 získala doporučení na studium v zahraničí a dostala na výběr mezi Německou demokratickou republikou a Prahou. Jak sama zmiňuje, nebylo nad čím vybírat, 23. září 1963 odletěla do Prahy a našla zde to, co celý život hledala.

### Život v České republice
Hned po příjezdu do Prahy nastoupila Kapka Toušková na UMPRUM do ateliéru sklo a glyptika prof. Libenského a doc. Plátka. V roce 1966 studia dokončila a vdala se za Bohumila Eliáše st., kterého potkala na UMPRUM. Spolu tvořili úspěšnou uměleckou dvojici. Hlavní náplní jejich společného uměleckého života byly velké realizace v architektuře, většinou v sakrálním prostředí. Po rozvodu se Kapka Toušková přestěhovala do Brna, kam se na dožití přestěhoval z Bulharska její otec Konstantin. Zde byl její velkou oporou její druhý manžel Zdeněk Tesař. Po ovdovění se přestěhovala za svojí rodinou do olomouckého Droždína, kde nadále tvořila v kruhu rodiny, a věnovala se svým oblíbeným zvířecím mazlíčkům, při častých návštěvách své rodiny – manželů Touškových, Michalíkových a Taberyových. Zde se věnovala takřka do konce svého života restaurování či tvorbě autorských vitráží v památkových a sakrálních objektech. Při realizaci posledních děl a vůbec v životě jí byl velkou oporou pan Jaroslav Michalík s manželkou.
Kapka Toušková zesnula 2. září 2021 v Olomouci v péči nejbližších příbuzných.

## Tvorba
Energie, jedinečnost, živelnost, odvaha, živel a něha, bouře a slunce, nápad, temperament, nadčasovost – to jsou hlavní atributy, kterými byla akademická Sochařka Kapka Toušková nejčastěji popisována charakterizována.
Její uměleckou kariéru nastartovalo studium sochařství a keramiky v rodné Sofii. Podnítilo její smysl a cítění pro plasticitu tvarů a stalo se neobyčejně plodným impulsem pro celou její příští tvorbu. Na UMPRUM však poznala sklo, onen kouzelný svět, ve kterém teprve mohla vypovídat své smyslové prožitky a poetická okouzlení. V roce 1966 v Sofii vyhrála první cenu za návrh nápojového skleněného souboru a toto ocenění si připisuje jako její první úspěch. Také to ale uzavřelo její zájem o design, a od této doby se zcela věnuje volnému sklářskému umění, v němž úspěšně rozvíjí svoji výjimečnou citlivost pro strukturu a charakter skleněné materie.

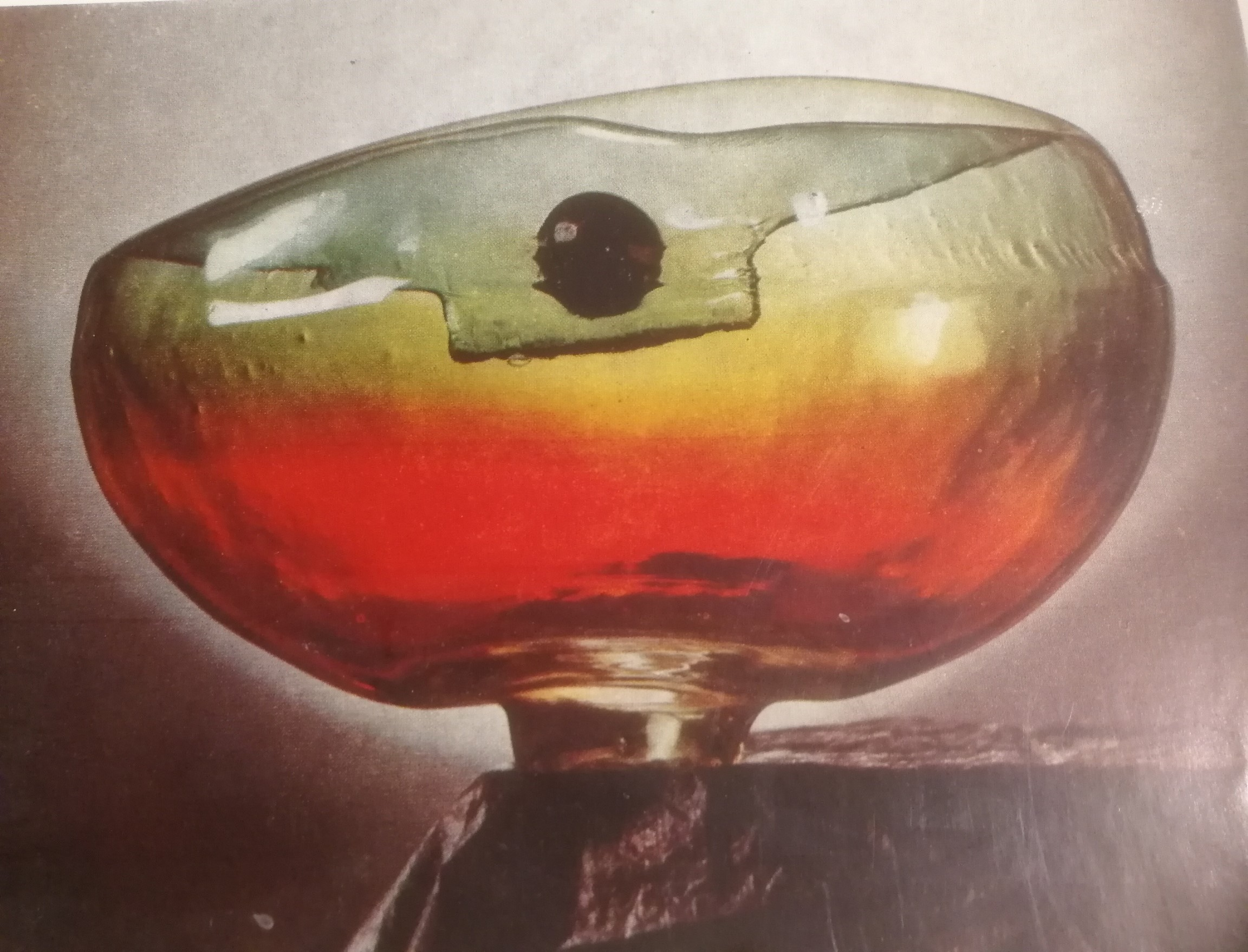
Jedno z děl Kapky Touškové

V roce 1969 poprvé s manželem Bohumilem Eliášem použili techniku řezaného tabulového skla horizontálně vrstveného na sebe, které nadále provázelo jejich tvorbu. Bylo to při úpravách gotického kostela ve Vimperku. Různé síly skla v plastické modelaci i v opracování povrchů rozehrávají na plochách i ostrých hranách řezu v barevném odstínění podivuhodnou hru paprsků a barev čirého skla, odrážejících se do prostoru v působivém umocnění. Tato technika vyvrcholila v monumentální plastice Vítězství lidu pro výstavu vítězný únor v Praze a ve vitrážích vznikajících pro Mexiko a Írán, kde ztvárnila v nadživotní velikosti osobu Šáha Pahlavího.  Dále tuto techniku Kapka Toušková využila v řadě kostelů v České republice, za zmínku stojí kaple sv. Jana Křtitele v Olomouci.
Kapka Toušková se ve své tvorbě zaměřila na dvě základní geometrická tělesa – krychli a kouli, která symbolizují onen prazáklad univerzálního řádu projevujícího se ve světě i v životě. V roce 1970 vytvořila z vrstveného skla krychli, do jejíhož nitra pronikla sondou ve zvláštních nepravidelně strukturovaných tvarech vzniklých vypískováním, jako by poodhalovala tajemství, jaká můžeme objevovat pod povrchem tvarů. Rozměrnější koule je vrstvená z kruhů, aby její dutý střed lépe propouštěl světelné paprsky. Vnější stěnu ještě zeslabují zevnitř vypískované pravidelné geometrické prvky a otevírají cestu ještě intenzívnějšímu pronikání světla, které na hranách povrchů světélkuje ve zvláštní poetické atmosféře. Jedná se o neopakovatelnou podívanou. Světlo prostupující sklem, lámající se v místě řezu a spoje, vytváří hru světla a stínu, vibrace barev, které dokáže vytvořit čiré, přesně řezané, na sebe skládané sklo. Tyto vjemy spojené s plasticitou, kterou Kapka prostřednictvím postupně se rozšiřujícího a zase zmenšujícího profilu řezaného skla jsou nepopsatelným divácky uměleckým zážitkem. Jako by její tvorba vystupovala z nekonečna vesmíru, z hlubin Země a intenzivně vstupovala do našeho života.
Tato technika v díle Kapky Touškové zatím ustupuje do pozadí, protože v roce 1971 ji zcela zaujala možnost využít plné plasticity tvarů k vyjádření svých poetických představ v tenkostěnných objektech, foukaných ve sklářské huti do sádrových forem. Námětovým východiskem jí zůstávají elementární geometrické tvary koule, krychle i válce. Objevuje v nich nová řešení svých výtvarných problémů i emotivní a estetické působivosti a vyzdvihuje především ty vlastnosti samotného materiálu, které jsou schopny poetické sdílnosti. V tomto smyslu využívá i význam barvy, a to nejen jako duhového tónování průsvitné skloviny, ale i v její plné intenzitě a jasnosti, podtrhující tektonickou skladbu i vzájemné prostorové vztahy tvarů v jejich kontrastu i harmonii. Vznikla celá řada variant těchto objektů s rozličnými útvary, vyzařujícími zvláště emotivní sílu, které tak ve vnitřním prostředí i vnější atmosféře jemně modelovaných povrchů rozehrávají hru světel a nabývají významu básnické metafory.
Výtvarnému naturelu autorky jsou vlastní dramaticky vzrušivé polohy dějů i okamžiků, které převádí do prostorových kompozic, v nichž se střetávají přímka a kruh v emotivním dynamickém napětí. Tak vznikla řada válců a krychlí, které prostupují koulí, a prolínají se s ní, či kompozice, kde jsou oba tvary vloženy jeden do druhého a spojeny natavením.
Zároveň také okouzlení technickou civilizací dnešního světa přivedlo autorku k objevování krásy technického skla v jeho funkčních tvarech určených provozu. Ve sklárnách na Sázavě začaly vznikat objekty válců, jejichž vnitřní struktury představují zatavené baňky a zkumavky v harmonických kompozicích, zdůrazňujících estetické působení těchto strohých tvarů, doprovázených zářivou barevností kladenou na jejich povrchy. A tak se Kapka Toušková zapsala mezi trojici výrazných žen, mezi Jiřinu Žertovou a Danu Vechtovou, které v 70. a 80. minulého století letech s touto technikou experimentovaly. Je pozoruhodné, že objekty Kapky Touškové, ač v principu založeny obdobně jako práce výše uvedených dvou autorek, byly jiné. Bubliny byly více chvějivým zachycením prchavosti dějů než suverénními prostorovými studiemi, je v nich více citu než konstrukce (Kulový objekt, 1973). Toušková je vytvářela v období 70. a 80. let, později přešla k broušeným koncepcím.
Pilná tvořivá práce autorky by se však nemohla rozvíjet bez spolupráce mistrů ve sklářských hutích; dílny mistrů Fleka v Novém Boru a Kučery a Malováníka v Chřibské mají na tvorbě K. Touškové významný podíl, jejž nelze opomenout.
S rostoucím věkem Kapka Toušková získala licenci na restaurování vitrážových oken a mohla tak využít svůj mimořádný kreslířský talent, a hlubokou znalost historie a sakrální tematiky. Stala se jednou z nejuznávanějších restaurátorek v České republice, její styl a dokonalá práce se sklem, barvou a olovem proslavila skvělou českou školu vitráže, tolik odlišnou od zahraničních.

## Výtvarné počiny
Výtvarné počiny Kapky Touškové se datují do roku 1989. I po tomto roce a nadále do jejich posledních dnů tvořila, zejména restaurovala, přesná data však nelze dohledat. Mezi její poslední díla, vytvořená po roce 2000 patří vitráž v kostele Povýšení sv. Kříže v Kuníně, vitráž v azylovém domě v Hamrech u Hlinska a vitráže oken kaple, upravené na aulu, školy pro sluchově postižené ve Valašském Meziříčí.

### Realizace v architektuře
1969 – vitráže v gotickém kostele sv. Bartoloměje ve Vimperku upraveném na obřadní síň (společně s Bohumilem Eliášem)
      – dřevěné plastiky Plamen v kolumbáriu a kovové Trnové koruny na západní stěně kostela ve Vimperku
1970 – vitráže v bývalém kostele sv. Barbory v Bílovci upraveném na svatební síň (společně s Bohumilem Eliášem)
1971 – vitráže v gotickém kostele v Dobrši (společně s Bohumilem Eliášem)
1972 – vitráže v kostele na Starém Brně (společně s Bohumilem Eliášem)
1973 – skleněná plastika Vítězství lidu pro výstavu Vítězný únor v Praze (společně s Bohumilem Eliášem)
      – skleněná stěna v hotelu U slunce v Mariánských Lázních (společně s Bohumilem Eliášem)
1973-4 – Triptych pro galerii Kasarského umění v Teheránu (společně s Bohumilem Eliášem)
1974-5 – vitráže a závěsné skleněné plastiky ve vile José Miquela v Mexico City (společně s Bohumilem Eliášem)
1976 – Skleněná síň v Teheránu
1977 – skleněná plastika a vitráže v československém pavilonu výstavy Člověk a jeho svět v Montrealu (EXPO 77)

### Výstavy
1969 – výstava autorských šperků v Hořicích (společně s Bohumilem Eliášem a K. Vaňurou)
1970 – účast na výstavě a sympoziu Současné české sklo a keramika v Praze - Mánes
1972 – účast na výstavě mladých výtvarníků Proemium v Českém Krumlově
1973 – vystavuje na společných výstavách v Brně (Nová síň, NSR a Íránu)
    – výstava Bohmisches Glas der Gegenwart v Muzeum fuür Kunst und Gewerbe v Hamburku
1974 – účast na mezinárodní výstavě Exempla v Mnichově
1975 – výstava českého skla ve Finsku
1976 – účast na výstavě českého skla v Dánsku
1977 – účast na výstavách Současné české sklo v Praze (Galerie Václava Špály) a v Hamburku
1979 – účast na mezinárodních výstavách v Corning Museum New Glass v New Yorku, Chicagu, Španělsku, Jugoslávii a NSR
1980 – účast na mezinárodních výstavách Zentralschweizer Glaspreis v Luzernu, ve Španělsku, NSR a Švédsku
      – galerie výtvarného umění Cheb (společně s Milčou Eremiášovou)
1981 – Glaskunst v Kasselu
1982 – samostatná výstava v Salzburgu
    – účast na výstavě Současné české sklo, keramika a grafika v Nizozemí – Hilversum a Amsterodam (společně s L. Kuklíkem)
1983 – samostatná výstava v Haagu, galerie Rob van Den Doel
    – účast na výstavě České sklo, šperk a grafika ve Voorbungu v Nizozemí, Francii, NSR a Švédsku
    – Vaalbeek v kunstcentru v Belgii (společně s Milčou Eremiášovou a Janou Paulovou)
1984 – výstava ve Francii
1985 – výstavy v NSR a Anglii
1986 – výstavy ve Francii a Holandsku
1987 – výstava v NSR
1988 – galerie Díla – ČFVU Karolina
1989 – Salón, Praha

### Rozhovory
- Zora Ježková, Z bulharské Sofie do moravského Droždína, Větrník – host ve studiu, 16. 12. 2014